# Spermacoce octodon
Spermacoce octodon är en måreväxtart som först beskrevs av Frank Nigel Hepper, och fick sitt nu gällande namn av Hakki. Spermacoce octodon ingår i släktet Spermacoce och familjen måreväxter. Inga underarter finns listade i Catalogue of Life.